# Landkreis Erlangen-Höchstadt
Der Landkreis Erlangen-Höchstadt liegt im Norden des bayerischen Regierungsbezirks Mittelfranken. Er ist Mitglied der Metropolregion Nürnberg sowie der Planungsregion Nürnberg. Sitz des Landratsamts ist die kreisfreie Stadt Erlangen, die vom Landkreis von drei Seiten (Norden, Osten und Westen) umschlossen wird.

## Geographie

### Lage
Das Kreisgebiet umfasst im Wesentlichen das Mittelfränkische Becken mit ausgedehnten Kiefernwäldern. Im Osten durchfließen die Regnitz und der Main-Donau-Kanal in Nord-Süd-Richtung das Kreisgebiet. Im Norden fließt die Aisch, ein Nebenfluss der Regnitz, etwa in West-Ost-Richtung durch das Kreisgebiet. Hier besteht eine Weiherlandschaft, in der Fischzucht (hauptsächlich Karpfen) betrieben wird. Im Osten des Kreisgebiets steigt die Landschaft zum Albvorland auf. In der Gemeinde Vestenbergsgreuth im Westen des Landkreises befindet sich der Mittelpunkt Frankens (bei 49,7173° N, 10,6349° O).
Die Engstelle (Wespentaille) zwischen dem östlichen und westlichen Teil des Landkreises ist nur 683,43 Meter breit. Im Norden grenzt der Landkreis Forchheim daran an (die Gemeinde Langensendelbach mit der Gemarkung Bräuningshof), im Süden das Stadtgebiet von Erlangen.

### Nachbarkreise und -städte
Der Landkreis grenzt im Uhrzeigersinn, im Norden beginnend, an die Landkreise Bamberg, Forchheim und Nürnberger Land, an die kreisfreien Städte Nürnberg und Erlangen sowie an die Landkreise Fürth und Neustadt an der Aisch-Bad Windsheim.

## Geschichte

Bevölkerungsentwicklung im Landkreis Erlangen-Höchstadt seit 1840

### Bis 1810
Um 1000 wurden Orte des späteren Landkreises erstmals urkundlich erwähnt. 1413 wurden die zum Teil heute noch betriebenen Wasserschöpfräder an der Regnitz erstmals urkundlich bezeugt. 1449/1450 fand der Erste, von 1552 bis 1555 der Zweite Markgrafenkrieg statt, bei denen es zahlreiche Verwüstungen gab.
1715 wurde mit dem Bau des Schlosses Hemhofen begonnen. Zum Höhepunkt der Wasserradnutzung 1805 waren an der Regnitz zwischen Fürth und Forchheim etwa 190 Wasserschöpfräder im Einsatz.

### Landgerichte
1812 wurden im heutigen Kreisgebiet die Landgerichtsbezirke Erlangen, Herzogenaurach und Höchstadt an der Aisch eingerichtet, die alle zum Rezatkreis gehörten. Gleichzeitig wurde Erlangen eine kreisunmittelbare Stadt. Seit 1838 gehörten das Landgericht Erlangen zu Mittelfranken und die Landgerichte Herzogenaurach und Höchstadt zu Oberfranken. 1852 wurden Distriktsgemeinden errichtet.

### Bezirksämter
Im Jahr 1862 wurde aus dem Landgerichtsbezirk Erlangen das gleichnamige Bezirksamt und aus den Landgerichtsbezirken Herzogenaurach und Höchstadt an der Aisch das Bezirksamt Höchstadt an der Aisch. Durch das Gemeindeedikt von 1881 wurde die kommunale Selbstverwaltung wiederhergestellt.
Von 1886 bis 1900 wurden die Eisenbahnstrecken nach Herzogenaurach, Höchstadt, Schlüsselfeld und Eschenau gebaut. 1919 trat das neue Selbstverwaltungsgesetz der Gemeinden in Kraft.

### Landkreise
Am 1. Januar 1939 wurde wie überall im Deutschen Reich die Bezeichnung Landkreis eingeführt. So wurden aus den Bezirksämtern die Landkreise Erlangen und Höchstadt a.d.Aisch.
1946 trat die Landkreisordnung (Kommunalverfassung der Bayerischen Landkreise) in Kraft. Daraufhin wurde 1952 der Landrat erstmals von der Bevölkerung gewählt.

### Landkreis Erlangen-Höchstadt
Im Rahmen der Gebietsreform wurde am 1. Juli 1972 aus den folgenden Bestandteilen ein neuer Landkreis Erlangen gebildet:
- Alle Gemeinden des alten Landkreises Erlangen mit Ausnahme der Gemeinden Eltersdorf, Frauenaurach, Hüttendorf, Kriegenbrunn und Tennenlohe, die zur kreisfreien Stadt Erlangen kamen;
- Alle Gemeinden des aufgelösten Landkreises Höchstadt an der Aisch mit Ausnahme der Gemeinde Großdechsendorf, die zur kreisfreien Stadt Erlangen kam, sowie der Gemeinden Oberndorf, Pommersfelden, Sambach und Steppach, die zum Landkreis Bamberg kamen;
- Aus dem Landkreis Bamberg die Gemeinden Eckersbach und Untermelsendorf;
- Aus dem Landkreis Forchheim die Gemeinde Weppersdorf;
- Aus dem Landkreis Lauf an der Pegnitz die Gemeinden Beerbach, Benzendorf, Eckenhaid und Herpersdorf;
- Aus dem aufgelösten Landkreis Scheinfeld die Gemeinde Gleißenberg.

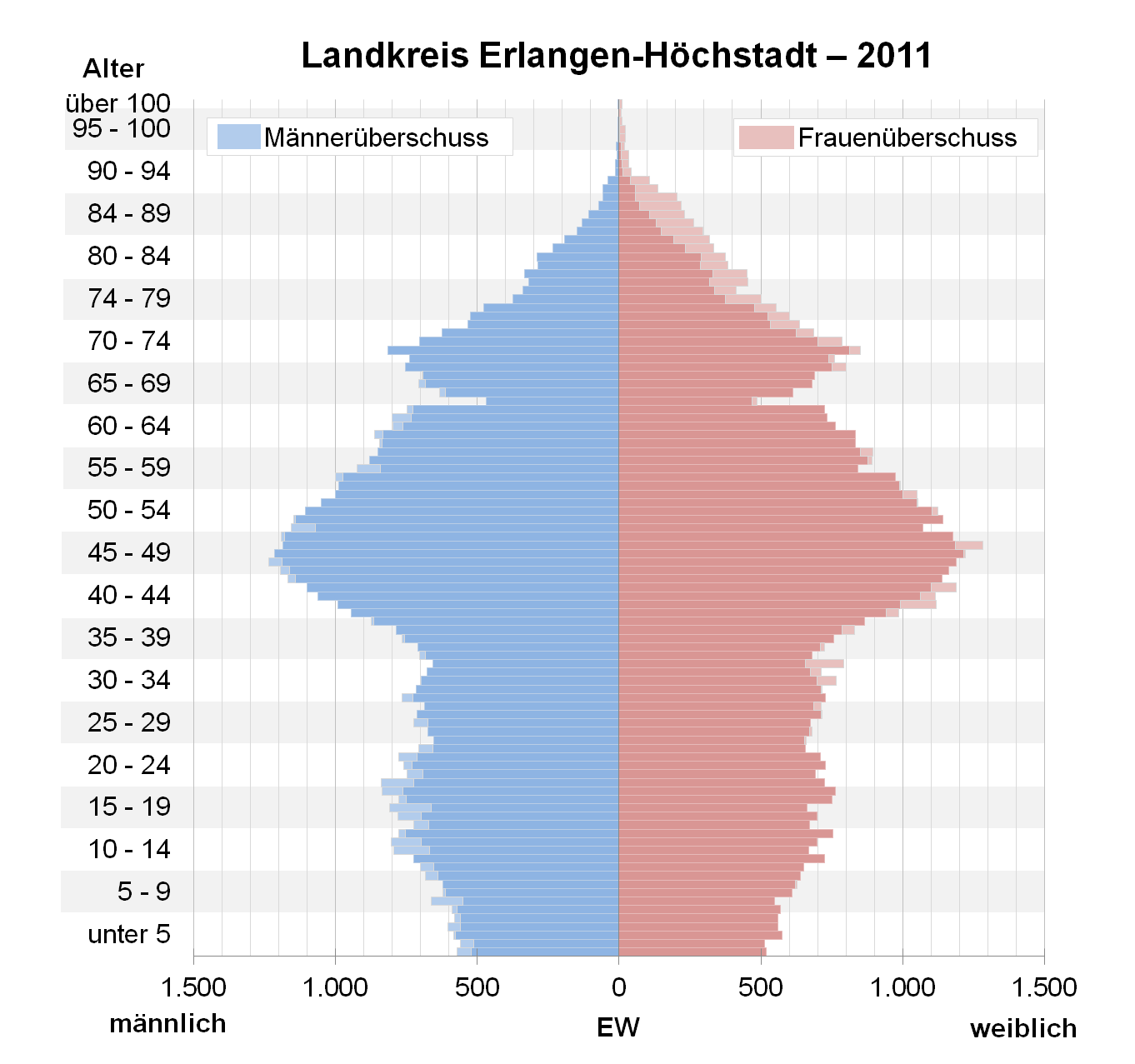
Bevölkerungspyramide für den Kreis Erlangen-Höchstadt (Datenquelle: Zensus 2011.)

Durch die Gebietsreform wurden oberfränkische Gebiete nach Mittelfranken umgegliedert. Die vergrößerte Stadt Erlangen blieb kreisfrei. Der neue Landkreis wurde am 1. Mai 1973 in Landkreis Erlangen-Höchstadt umbenannt. 
Am 1. Juli 1976 trat der Landkreis Erlangen-Höchstadt die Gemeinde Beerbach an den Landkreis Nürnberger Land ab.
Am 1. Januar 1977 wurde die Gemeinde Rosenbach in den Markt Neunkirchen am Brand eingegliedert und kam damit vom Landkreis Erlangen-Höchstadt zum Landkreis Forchheim.
Am 1. Januar 1978 gab der Landkreis Erlangen-Höchstadt die Stadt Schlüsselfeld, zu der nun auch die 1972 vom Landkreis Bamberg abgegebenen Orte Eckersbach und Untermelsendorf gehörten, an den Landkreis Bamberg ab. Am gleichen Tag wechselte außerdem die Gemeinde Gleißenberg in den Landkreis Neustadt an der Aisch-Bad Windsheim und wurde dort nach Burghaslach eingemeindet.

### Einwohnerstatistik
Von 1988 bis 2008 wuchs der Landkreis Erlangen-Höchstadt um über 22.000 Einwohner bzw. um rund 21 %. Später hat sich das Wachstum abgeschwächt. Heute (2023) hat der Landkreis 141 517 Einwohner.
Die nachfolgenden Zahlen beziehen sich auf den Gebietsstand vom 25. Mai 1987.
| Bevölkerungsentwicklung | Bevölkerungsentwicklung | Bevölkerungsentwicklung | Bevölkerungsentwicklung | Bevölkerungsentwicklung | Bevölkerungsentwicklung | Bevölkerungsentwicklung | Bevölkerungsentwicklung | Bevölkerungsentwicklung | Bevölkerungsentwicklung | Bevölkerungsentwicklung | Bevölkerungsentwicklung | Bevölkerungsentwicklung | Bevölkerungsentwicklung | Bevölkerungsentwicklung |
| ----------------------- | ----------------------- | ----------------------- | ----------------------- | ----------------------- | ----------------------- | ----------------------- | ----------------------- | ----------------------- | ----------------------- | ----------------------- | ----------------------- | ----------------------- | ----------------------- | ----------------------- |
| Jahr                    | 1840                    | 1900                    | 1939                    | 1950                    | 1961                    | 1970                    | 1987                    | 1991                    | 1995                    | 2000                    | 2005                    | 2010                    | 2015                    | 2019                    |
| Einwohner               | 32.639                  | 31.729                  | 39.867                  | 59.495                  | 67.453                  | 79.752                  | 106.113                 | 117.209                 | 124.192                 | 128.939                 | 130.489                 | 131.448                 | 134.136                 | 136.421                 |

### Konfessionsstatistik
Der Anteil der Protestanten und Katholiken an der Gesamtbevölkerung nimmt ab. Gemäß dem Zensus 2022 waren 33,1 % der Einwohner katholisch, 29,2 % evangelisch, und 37,6 % waren konfessionslos, gehörten einer anderen Glaubensgemeinschaft an oder machten keine Angabe.

## Politik

### Kreistag
Der Kreistag besteht aus 60 Kreisräten und dem Landrat. Die Kreistagswahl 2020 führte zu folgendem Ergebnis:
| Kreistagswahl 2020Wahlbeteiligung: 66,1 % (+2,9 %) %403020100 34,220,718,113,24,94,52,51,9 CSUGrüneFWSPDAfDJUFDPLÖPhGewinne und Verlusteim Vergleich zu 2014 %p 6 4 2 0 −2 −4 −6 −8−10−2,3+5,9−3,8−9,1+4,9+4,5−1,9+1,9CSUGrüneFWSPDAfDJUFDPLÖPAnmerkungen:h Die Linke/ÖDP/Piraten | Sitzverteilung im Kreistag Erlangen–Höchstadt seit 2020Insgesamt 60 Sitze - SPD: 8 - Grüne: 12 - LÖP: 1 - FW: 11 - FDP: 2 - CSU: 20 - JU: 3 - AfD: 3 |

| Parteien und Wählergemeinschaften | Parteien und Wählergemeinschaften  | 2020   | 2020   | 2014   | 2014   | 2008   | 2008   | 2002   | 2002   | 1996   | 1996   |
| Parteien und Wählergemeinschaften | Parteien und Wählergemeinschaften  | %      | Sitze  | %      | Sitze  | %      | Sitze  | %      | Sitze  | %      | Sitze  |
| CSU                               | Christlich-Soziale Union in Bayern | 34,2   | 20     | 36,5   | 22     | 36,0   | 22     | 42,6   | 26     | 43,4   | 27     |
| Grüne                             | Grüne Bayern                       | 20,7   | 12     | 14,8   | 9      | 10,4   | 6      | 8,4    | 5      | 10,7   | 6      |
| FW                                | Freie Wähler Bayern                | 18,1   | 11     | 21,9   | 13     | 19,1   | 12     | 16,7   | 10     | 14,2   | 8      |
| SPD                               | SPD Bayern                         | 13,2   | 8      | 22,3   | 13     | 28,4   | 17     | 27,6   | 17     | 25,7   | 16     |
| AfD                               | AfD Bayern                         | 4,9    | 3      | –      | –      | –      | –      | –      | –      | –      | –      |
| JU                                | Junge Union                        | 4,5    | 3      | –      | –      | –      | –      | –      | –      | –      | –      |
| FDP                               | FDP Bayern                         | 2,5    | 2      | 4,4    | 3      | 6,0    | 3      | 4,6    | 2      | 3,8    | 2      |
| LÖP                               | Die Linke Bayern/ÖDP/Piraten       | 1,9    | 1      | –      | –      | –      | –      | –      | –      | –      | –      |
| REP                               | Die Republikaner                   | –      | –      | –      | –      | –      | –      | –      | –      | 2,2    | 1      |
| gesamt                            | gesamt                             | 100,0  | 60     | 99,9   | 60     | 99,9   | 60     | 99,9   | 60     | 100,0  | 60     |
| Wahlbeteiligung                   | Wahlbeteiligung                    | 66,1 % | 66,1 % | 63,2 % | 63,2 % | 68,4 % | 68,4 % | 69,4 % | 69,4 % | 73,2 % | 73,2 % |

### Landrat
Landrat ist seit dem 1. Mai 2014 Alexander Tritthart (CSU). Er wurde im März 2020 wieder gewählt. Sein Vorgänger war seit 2002 Eberhard Irlinger (SPD). Dieser folgte Franz Krug (CSU), der ab 1978 amtierte.

### Bundes- und Landtagswahlergebnisse
Für die Bundestagswahlen bildet der Landkreis gemeinsam mit der Stadt Erlangen den Wahlkreis Erlangen. Stefan Müller (CSU) war von 2002 bis 2024 direkt gewählter Abgeordneter. Bei der Bundestagswahl 2013 zog aus dem Gebiet des Bundeswahlkreises Erlangen die Müller unterlegene Martina Stamm-Fibich (SPD) über die Landesliste Bayern in den Deutschen Bundestag ein.
Für die Landtagswahlen ist der Landkreis in zwei Stimmkreise geteilt. Die meisten Gemeinden bilden den Stimmkreis Erlangen-Höchstadt, wobei Möhrendorf und Heroldsberg zusammen mit der Stadt Erlangen zum Stimmkreis Erlangen-Stadt gehören. Direkt gewählte Abgeordnete sind für den Stimmkreis Erlangen-Höchstadt Walter Nussel (CSU) und für den Stimmkreis Erlangen-Stadt Joachim Herrmann (CSU).
Für den Bezirkstag von Mittelfranken bestehen die gleichen Stimmkreise wie bei der Landtagswahl. Direkt gewählte Bezirksrätin für den Stimmkreis Erlangen-Höchstadt ist Ute Salzner (CSU).

### Wappen
| Wappen des Landkreises Erlangen-Höchstadt | Blasonierung: „Gespalten; vorne in Gold ein linksgewandter, mit einer silbernen Schräglinksleiste überdeckter, rot bewehrter schwarzer Löwe; hinten in Blau mit von Rot und Silber gestücktem Bord ein halbes goldenes Wasserschöpfrad.“ |
| Wappen des Landkreises Erlangen-Höchstadt | Wappenbegründung: Der Landkreis Erlangen-Höchstadt besteht aus den beiden alten Landkreisen Erlangen und Höchstadt. Im Landkreiswappen ist der alte Landkreis Höchstadt durch das Wappen des Hochstiftes Bamberg, den Bamberger Löwen vertreten, da es bis 1802 mit dem Oberamt Höchstadt den umfangreichsten Besitz in diesem Gebiet hatte. Der gestückte Schildbord aus dem Wappen der Nürnberger Burggrafen und der Markgrafen von Brandenburg-Bayreuth weist auf deren Besitzung, das Amt Baiersdorf im alten Landkreis Erlangen, hin. Die Farben Blau und Gold sind dem Wappen der Stadt Nürnberg entnommen, zu deren Territorium bis 1805 große Gebiete im Landkreis gehörten. Das Wasserschöpfrad erinnert an die einst zahlreichen Wasserschöpfräder an der Regnitz, die ein Wahrzeichen der Landschaft bildeten und noch teilweise zu sehen sind. Die meisten verbliebenen Exemplare (etwa zehn) befinden sich bei Möhrendorf. Die beiden Bilder waren Bestandteile der früheren Landkreiswappen von Höchstadt an der Aisch und Erlangen; das neue Wappen stellt somit auch die Entwicklung der Kreisorganisation dar. |

## Wirtschaft und Infrastruktur
Im Zukunftsatlas 2016 belegte der Landkreis Erlangen-Höchstadt Platz 27 von 402 Landkreisen, Kommunalverbänden und kreisfreien Städten in Deutschland und zählt damit zu den Regionen mit „sehr hohen Zukunftschancen“. In der Ausgabe von 2019 lag er auf Platz 20 von 401.

## Verkehr
Die kreisfreie Stadt Erlangen ist seit 1844 Station der Ludwig-Süd-Nord-Bahn von Nürnberg nach Bamberg. Gegen Ende des 19. Jahrhunderts wurde die Universitätsstadt auch Ausgangspunkt zweier Lokalbahnen der Bayerischen Staatseisenbahnen: 1886 nach Eschenau und weiter nach Gräfenberg (Sekundärbahn) und 1894 vom Vorort Bruck nach Herzogenaurach.
Die ehemalige Kreisstadt Höchstadt erhielt 1892 eine Bahnstrecke von Forchheim her. Einige Gemeinden im Norden des Kreises liegen an der im Jahre 1900 eröffneten Bahnstrecke Frensdorf–Schlüsselfeld.
Das Eisenbahnnetz erlangte damit eine Ausdehnung von 75 km Länge. Davon wurden für den Personenverkehr folgende 51 km stillgelegt:
- 1961/63: Erlangen – Eschenau 12 km
- 1977: Frensdorf – Mühlhausen – Schlüsselfeld 31 km (davon 7 km auf jetzigem ERH-Gebiet)
- 1984: Forchheim – Hemhofen – Höchstadt (Aisch) 23 km und Erlangen-Bruck – Herzogenaurach 9 km

Im Landkreis Erlangen-Höchstadt existieren insgesamt acht Bahnhöfe bzw. Haltepunkte für den Bahn-Personenverkehr: Bubenreuth und Baiersdorf an der Bahnstrecke Nürnberg–Bamberg (angefahren von der Linie S1 der S-Bahn Nürnberg, Baiersdorf auch vereinzelt von Regionalexpressen) sowie Heroldsberg, Heroldsberg-Nord, Kalchreuth, Großgeschaidt, Eschenau und Forth an der Gräfenbergbahn. Ansonsten erfolgt die Erschließung des Landkreises für den öffentlichen Personennahverkehr über Buslinien, die Knotenpunkte in Erlangen sowie in Höchstadt an der Aisch aufweisen. Der Landkreis ist Mitglied des Verkehrsverbunds Großraum Nürnberg.
Diskutiert wird seit Anfang der 1990er Jahre der Bau einer Stadt-Umland-Bahn von Nürnberg über Erlangen ausgehend nach Herzogenaurach sowie in den östlichen Landkreis, wo unterschiedliche Endpunkte abhängig von Wirtschaftlichkeitsberechnungen diskutiert wurden. Ursprünglich war geplant, bis zum Sommer 2012 einen Grundsatzbeschluss über den Bau der Stadt-Umland-Bahn in allen beteiligten Gebietskörperschaften (neben dem Landkreis Erlangen-Höchstadt die Städte Erlangen und Nürnberg sowie Herzogenaurach) zu treffen. Nach Volksentscheiden im Landkreis im April 2015 (Gesamtergebnis gegen die StUB, allerdings hohe Zustimmung im Stadtgebiet Herzogenaurach) und in der Stadt Erlangen im März 2016 (Gesamtergebnis 60 % pro StUB) wurde von einer ursprünglichen „T-Netz“ Planung Abstand genommen. Es wurde von den Städten Erlangen, Herzogenaurach und Nürnberg ein Zweckverband gegründet. Dieser plant das „L-Netz“ zwischen den drei genannten Städten. Die Planungen sind (Stand Mai 2020) bereits weit fortgeschritten und finden unter Beteiligung der Öffentlichkeit statt.
Der Ostast konnte aufgrund des Bürgerentscheids zunächst nicht weiter geplant werden. Inzwischen gibt es aber ein „landkreisübergreifendes interkommunales Bündnis Ostachse Stadt-Umland-Bahn“ (LIBOS) mit 14 beteiligten Gemeinden. Der Ostast soll (wie die frühere Bahnstrecke) auch durch den Landkreis Forchheim verlaufen.

## Gemarkungen
Im Landkreis gibt es 90 Gemarkungen, Sieben davon sind gemeindeübergreifend.

## Gemeinden
(Einwohner am 31. Dezember 2024)
| Städte 1. Baiersdorf (7890) 2. Herzogenaurach (24.237) 3. Höchstadt an der Aisch (13.867) Märkte 1. Eckental (14.476) 2. Heroldsberg (8281) 3. Lonnerstadt (2066) 4. Mühlhausen (1845) 5. Vestenbergsgreuth (1586) 6. Wachenroth (2289) 7. Weisendorf (6597) Verwaltungsgemeinschaften 1. Aurachtal (4365) 2. Heßdorf (6055) 3. Höchstadt (6999) 4. Uttenreuth (11.919) | Weitere Gemeinden 1. Adelsdorf (9126) 2. Aurachtal (3105) 3. Bubenreuth (4547) 4. Buckenhof (3161) 5. Gremsdorf (1634) 6. Großenseebach (2414) 7. Hemhofen (5220) 8. Heßdorf (3808) 9. Kalchreuth (2994) 10. Marloffstein (1555) 11. Möhrendorf (4712) 12. Oberreichenbach (1334) 13. Röttenbach (4625) 14. Spardorf (2166) 15. Uttenreuth (4790) | Gemeindefreie Gebiete (102,72 km², unbewohnt) 1. Birkach (3,25) 2. Buckenhofer Forst (8,76) 3. Dormitzer Forst (10,18) 4. Erlenstegener Forst (11,78) 5. Forst Tennenlohe (10,81) 6. Geschaidt (8,49) 7. Kalchreuther Forst (6,11) 8. Kraftshofer Forst (12,17) 9. Mark (20,98) 10. Neunhofer Forst (10,18) |

## Steinkreuze
Im Landkreis befinden sich zahlreiche Steinkreuze, die zum größten Teil auch als Baudenkmal ausgewiesen sind.

## Schutzgebiete
Im Landkreis Erlangen-Höchstadt befinden sich sechs Naturschutzgebiete, sieben Landschaftsschutzgebiete, acht Geotope und acht ausgewiesene FFH-Gebiete. (Stand März 2016)
Siehe auch:
- Liste der Naturschutzgebiete im Landkreis Erlangen-Höchstadt
- Liste der Landschaftsschutzgebiete im Landkreis Erlangen-Höchstadt
- Liste der FFH-Gebiete im Landkreis Erlangen-Höchstadt
- Liste der Geotope im Landkreis Erlangen-Höchstadt

Bedeutend ist der Naturwald Feuchtwälder im Nürnberger Reichswald, der eine Teilfläche im Landkreis Erlangen-Höchstadt hat und das größte Waldschutzgebiet in Mittelfranken ist.

## Kfz-Kennzeichen
Am 1. Juli 1956 wurde dem Landkreis bei der Einführung der bis heute gültigen Kfz-Kennzeichen das Unterscheidungszeichen HÖS (Höchstadt an der Aisch) zugewiesen. Es wurde bis zum 3. August 1974 ausgegeben. Am 5. August 1974 wurde dem Landkreis das seit dem 1. Juli 1956 für den Landkreis Erlangen gültige Unterscheidungszeichen ER zugewiesen. Am 12. Februar 1979 wurde es vom bis heute gültigen Unterscheidungszeichen ERH abgelöst. Seit dem 2. Februar 2015 ist durch die Kennzeichenliberalisierung auch das Unterscheidungszeichen HÖS wieder erhältlich.